# Заемский, Владимир Фёдорович
Владимир Фёдорович Заемский (род. 12 июня 1952) — советский, российский дипломат. Чрезвычайный и полномочный посол (2016).

## Биография
Окончил МГИМО МИД СССР (1974). Доктор политических наук (2009). На дипломатической работе с 1974 года.
- В 1974—1976 годах — переводчик посольства СССР в Коста-Рике.
- В 1976—1979 годах — атташе посольства СССР в Венесуэле.
- В 1980—1981 годах — атташе Латиноамериканского департамента МИД СССР.
- В 1981—1986 годах — второй секретарь посольства СССР в Мексике.
- В 1986—1989 годах — первый секретарь Департамента международных организаций МИД СССР.
- В 1989—1994 годах — руководитель латиноамериканской группы посольства СССР (с 1991 — России) в США, заместитель постоянного наблюдателя при ОАГ.
- В 1994—1996 годах — советник секретариата первого заместителя министра иностранных дел России И. Иванова.
- В 1996—1998 годах — начальник отдела Департамента международных организаций МИД России.
- В 1998—2002 годах — советник, старший советник Постоянного представительства России при ООН в Нью-Йорке.
- В 2002—2004 годах — заместитель директора Департамента Северной Америки МИД России.
- В 2004—2009 годах — заместитель директора Департамента международных организаций МИД России.
- С 23 июня 2009 по 17 февраля 2020 года — чрезвычайный и полномочный посол Российской Федерации в Венесуэле[1][2].
- С 14 июля 2009 по 17 февраля 2020 года — чрезвычайный и полномочный посол Российской Федерации в Республике Гаити по совместительству[2][3].
- С 23 июля 2009 по 17 февраля 2020 года — чрезвычайный и полномочный посол Российской Федерации в Доминиканской Республике по совместительству[2][4].
- С сентября 2020 по июнь 2022 года — проректор по кадровой политике Дипломатической академии МИД России[5].
- С сентября 2024 года — профессор кафедры дипломатии МГИМО МИД России.

## Семья
Женат, имеет двух дочерей.

## Награды и почётные звания
- Орден Почёта (27 декабря 2019) — За большой вклад в реализацию внешнеполитического курса Российской Федерации и многолетнюю дипломатическую службу[6]
- Медаль ордена «За заслуги перед Отечеством» II степени (26 декабря 2017) — За большой вклад в реализацию внешнеполитического курса Российской Федерации и многолетнюю дипломатическую службу[7]
- Благодарность Президента Российской Федерации (19 февраля 2005) — За заслуги в реализации внешнеполитического курса Российской Федерации[8]
- Почётная грамота МИД России (2007).
- Почётный работник МИД России (2012).
- Звание Ибероамериканист года (12 июля 2019) — За выдающуюся профессиональную деятельность на дипломатическом поприще, за участие в развитии отношений с испаноговорящими странами и за вклад в продвижение благородных общественных дел.
- Орден Франсиско Миранды 1-й степени «Генералиссимус» (2 декабря 2019)[9].
- Почётный профессор Дипломатической академии МИД России (май 2022).

## Дипломатический ранг
- Чрезвычайный и полномочный посланник 2 класса (28 декабря 2004)[10]
- Чрезвычайный и полномочный посланник 1 класса (7 ноября 2012)[11]
- Чрезвычайный и полномочный посол (8 июля 2016)[12]

## Сочинения
- «ООН и миротворчество» — М.: Международные отношения, 2008. — ISBN 978-5-7133-1308-1
- «Кому нужна реформа ООН» — М.: Международные отношения, 2010. — ISBN 978-5-7133-1389-0